# Meister von Hohenfurth

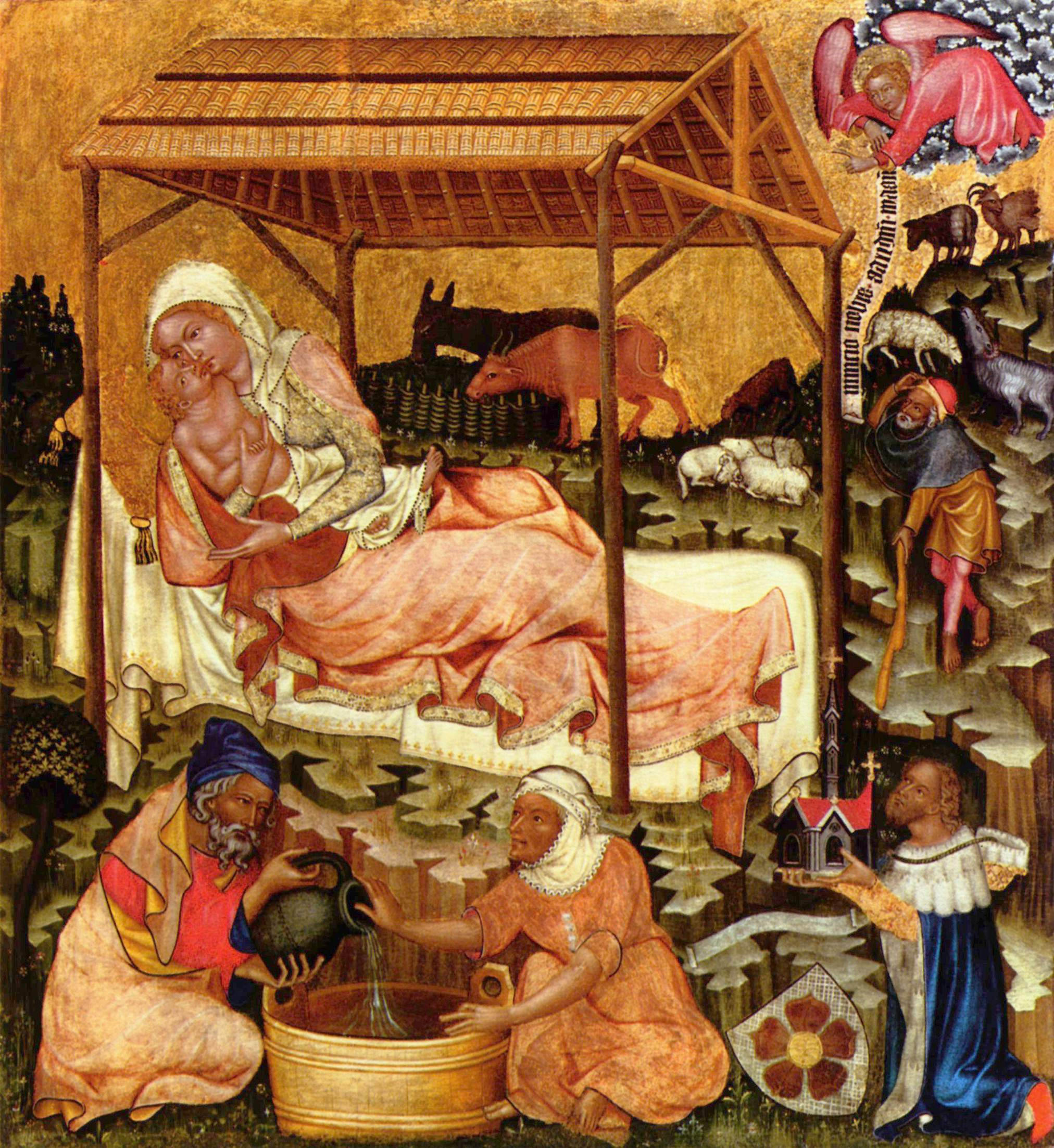
Meister von Hohenfurth: Geburt Christi, um 1350

Als Meister von Hohenfurth oder Meister des Hohenfurther Zyklus (tsch. Mistr Vyšebrodského cyklu) wird ein mittelalterlicher Maler der Hochgotik im Böhmen des 14. Jahrhunderts bezeichnet.

## Werk und Bedeutung
Der namentlich nicht bekannte Künstler gehört stilistisch zur Böhmischen Malerschule. Er erhielt seinen Notnamen nach den neun in Tempera gemalten Tafeln am kreidenen Vorgrund mit Darstellungen aus dem Leben Christi, die er um 1350 schuf und die für die Klosterkirche der Zisterzienser in Hohenfurth in Südböhmen bestimmt waren. Die Tafeln werden als Hohenfurther Zyklus bezeichnet und waren eine Stiftung des böhmischen Oberstkämmerers Peter I. von Rosenberg, der auf dem Bild der Geburt Christi rechts unten dargestellt ist. Heute ist der Zyklus im St.-Agnes-Konvent der Nationalgalerie Prag zu sehen. Das dem Meister zugeschriebene Tafelbild der Glatzer Madonna befindet sich heute in der Berliner Gemäldegalerie.
Der Meister von Hohenfurth war einer der Hauptvertreter der Malergeneration, die am Hofe Karls IV. in Prag weilte, und der erste Künstler nördlich der Alpen, der die italienische Malerei des frühen 14. Jahrhunderts kannte und für seine eigenen Bilder auswertete. Unter Verwendung sorgfältig abgestufter Farben werden Figuren ohne Tiefenraum vor einen abstrakten Goldgrund gestellt. Sie sind gekennzeichnet durch eine Verortung im flachen Bildraum nach italienischen Vorbildern der Giottozeit. Damit hatte die Tafelmalerei im Norden eine eigene, aus dem Medium der Temperamalerei heraus gewonnene Sprache gefunden. Eleganz und Zierlichkeit der Figuren und ihrer lebhaften Mimik sind noch einmal zusammengefasst. Danach schlug die böhmische Malerei neue Wege ein.
Zusammen mit Theoderich von Prag überwand der Meister von Hohenfurth mit der Übernahme italienischer Bildmotive den gotischen weichen Stil. Dadurch wurden die böhmischen Innovationen zur Voraussetzung der gesamten deutschen Malerei des frühen 15. Jahrhunderts bis hin zu Conrad von Soest und Stefan Lochner.

## Trivia
Am 21. Februar 2011 erschien in der karibischen Insel St. Kitts eine Briefmarkenserie zum Thema Weihnachten 2010. Auf der 30-c-Marke ist das Gemälde Christi Geburt des Meisters von Hohenfurth abgebildet. Die Marke hat die Michelkatalog-Nr. 1174.